# Liste des universités en Afrique
Cet article liste les institutions universitaires situées sur le continent africain :

## Afrique du Sud
- Institut africain des sciences mathématiques
- Université du Nord-Ouest
- Université d'Afrique du Sud
- Université Rhodes
- Université de Stellenbosch
- Université du Cap
- Université de Fort Hare
- Université de Johannesbourg
- Université du KwaZulu-Natal
- Université du Limpopo
- Université métropolitaine Nelson Mandela
- Université de Pretoria
- Université de l'État-Libre
- Université du Witwatersrand
- Université du Venda

## Algérie
- Université d'Alger
- Ecole Nationale Supérieure des Forêts- Khenchela
- Université d'Alger 2
- Université d'Alger 3
- Université des sciences et de la technologie Houari-Boumédiène
- Université Mentouri Constantine
- Université de Boumerdès
- Université Ahmed Draya
- Université Hassiba Benbouali de Chlef
- Université Amar Telidji
- École normale supérieure de Laghouat
- Université Larbi Ben M'Hidi
- Université El Hadj Lakhdar de Batna
- Université de Batna 2
- Université Abderrahmane Mira de Béjaïa
- Université Mohamed Khider de Biskra
- Université Mohamed Tahri
- Université Saad Dahlab de Blida
- Université Lounici Ali de Blida
- École nationale supérieure d'hydraulique
- Université Mohand Oulhadj de Bouira
- Centre universitaire de Tamanrasset
- Université Larbi Tebessi
- Université Abou Bekr Belkaid de Tlemcen
- École préparatoire en sciences et techniques à Tlemcen
- École préparatoire en sciences économiques, commerciales et sciences de gestion à Tlemcen
- Université Ibn Khaldoun de Tiaret
- Université Mouloud Mammeri de Tizi Ouzou
- Université de la formation continue
- École polytechnique d'architecture et d'urbanisme d'Alger
- École nationale supérieure agronomique d'Alger
- École nationale polytechnique d'Alger
- École nationale supérieure d'informatique d'Alger
- École nationale supérieure vétérinaire d'Alger
- Faculté des sciences islamiques d'Alger
- École nationale d'administration d'Alger
- École nationale des travaux publics d'Alger
- École nationale supérieure en statistique et en économie appliquée d'Alger
- École nationale supérieure des sciences de la mer et de l'aménagement du littoral d'Alger
- École nationale supérieure de management d'Alger
- École nationale supérieure de technologie d'Alger
- École nationale supérieure de sciences politiques d'Alger
- École nationale supérieure de journalisme et des sciences de l'information d'Alger
- École supérieure de commerce d'Alger
- École supérieure algérienne des affaires
- École supérieure de banque
- École des hautes études commerciales d'Alger
- École normale supérieure de Kouba
- École normale supérieure de Bouzaréah
- École préparatoire en sciences économiques, commerciales et sciences de gestion à Alger
- École préparatoire en sciences de la nature et de la vie à Alger
- École préparatoire en sciences et techniques à Alger
- École nationale préparatoire aux études d'ingéniorat
- Institut national de recherche forestière
- Institut national de la poste et des technologies de l'information et de la communication.
- Université Ziane Achour
- Université de Jijel
- Université Ferhat-Abbas
- Université Mohamed Lamine Debaghine
- Université Hamouda Bensai
- Université Molay Taher de Saïda
- Université 20 août 1955 de Skikda
- École normale supérieure d'enseignement technologique de Skikda
- Université Djillali Liabes de Sidi Bel Abbès
- École nationale supérieure d'informatique de Sidi Bel Abbès
- Université Badji Mokhtar
- École nationale supérieure des mines et métallurgie d'Annaba
- École préparatoire en sciences et techniques à Annaba
- École préparatoire en sciences économiques, commerciales et sciences de gestion à Annaba
- Université de Guelma
- Université Mentouri Constantine
- Université Abdelhamid Mehri
- Université de Constantine 3
- Université Emir Abdelkader
- Université de Zerzara
- École nationale supérieure de biotechnologie de Constantine.
- École normale supérieure de Constantine.
- École nationale polytechnique de Constantine
- École préparatoire en sciences économiques, commerciales et sciences de gestion de Constantine
- Université de Médéa
- Université Abdelhamid Ibn Badis de Mostaganem
- École supérieure agronomique de Mostaganem
- Université de M'Sila
- Université de Mascara
- Université Kasdi Merbah de Ouargla
- Université d'Oran Es-Senia Ahmed Ben Bella
- Université Mohamed Ben Ahmed
- Institut national des télécommunications et des technologies de l'information et de la communication
- Université des sciences et de la technologie d'Oran Mohamed-Boudiaf
- École préparatoire aux sciences et techniques d'Oran
- École nationale polytechnique d'Oran
- Centre national de recherche en anthropologie sociale et culturelle
- École normale supérieure d'Oran.
- École préparatoire en sciences économiques, commerciales et sciences de gestion à Oran.
- École préparatoire en sciences de la nature et de la vie d'Oran.
- Faculté de médecine d'Oran
- Centre universitaire d'El Bayadh
- Centre universitaire d'Illizi
- Université Mohamed El Bachir El Ibrahimi de Bordj Bou Arreridj
- Institut algérien du pétrole
- Université d'El Tarf
- Centre universitaire de Tindouf
- Centre universitaire de Tissemsilt
- Université d'El Oued
- Université Abbes Laghrour
- Université Mohamed Cherif Messaidia de Souk Ahras
- Centre universitaire de Tipaza
- Centre universitaire de Mila
- Université Djilali Bounaama
- Centre universitaire de Naama
- Centre universitaire de Aïn Témouchent
- Université de Ghardaïa
- Centre universitaire de Relizane

## Angola
- Université catholique d'Angola
- Université Agostinho Neto
- Université Jean Piaget
- Université lusophone des humanités et des technologies
- Université privée d'Angola

## Bénin
- École du patrimoine africain
- École supérieure de gestion d'informatique et de sciences (ESGIS)
- École supérieure des sciences avancées et de management (ESTAM)
- École supérieure des télécommunications du Bénin (ESTB)
- Institut Universitaire du Bénin (IUB)
- Institut CERCO
- Institut international de management (IIM)
- Institut supérieur de management (ISM)
- Université africaine de technologie et de management (UATM)
- Université d’Abomey-Calavi (UAC)
- École Supérieure de Gestion et de Technologie (ESGT-Benin)
- Université d'Agriculture de Kétou (UK)
- Université de Parakou (UP)
- Université Nationale des Sciences, Technologies, Ingénierie et Mathématiques (UNSTIM)
- Université Nationale d’Agriculture (UNA)
- Université des sciences et technologies du Bénin (USTB)
- Université IRGIB-AFRICA
- Université polytechnique d'Abomey (UPA)
- Université polytechnique internationale du Bénin (UPIB)
- Institut régional de santé publique (Bénin)

## Botswana
- Université d'agriculture du Botswana
- Institut d'administration et du commerce du Botswana
- Université du Botswana
- Université de comptabilité du Botswana
- Université internationale des sciences et technologies du Botswana

## Burkina Faso
- Université de Koudougou
- Université de Ouagadougou
- Université de Ouaga II
- Université polytechnique de Bobo-Dioulasso
- Université Saint-Thomas-d'Aquin de Ouagadougou
- École supérieure de commerce de Ouagadougou
- Institut supérieur de génie électrique du Burkina Faso (ISGE-BF)
- École supérieure de génie industriel du Burkina Faso (ESGI-BF)

## Burundi
- École normale supérieure (ENS)
- École nationale d'administration (ENA)
- Université Ntare Rugamba (UNR)
- Grand séminaire de Bujumbura
- Grand séminaire de Gitega
- Institut national de la santé publique (INSP)
- Institut supérieur de gestion des entreprises (ISGE)
- Institut supérieur des cadres militaires (ISCAM)
- Université du Burundi (UB)
- Université du Lac Tanganyika (ULT)
- Université Martin Luther King (UMLK)
- Université de Mwaro
- Université de Ngozi
- Université des Grands Lacs de Bururi (UGL)
- Université Lumière de Bujumbura (ULBU)
- Université Espoir d'Afrique
- Université Sagesse d'Afrique (USA)

## Cameroun
- Université de Buéa
- Université de Bamenda
- Université de Bertoua
- Université de Douala
- Université d'Ébolowa
- École normale supérieure de l'enseignement technique de Douala
- Université de Dschang
- Université de Garoua
- Université de Maroua
- Université de Ngaoundéré
- Université de Yaoundé I
- Université de Yaoundé II
- Université des Montagnes
- Université catholique d'Afrique centrale
- université évangélique du Cameroun
- université protestante d’Afrique centrale
- Université de Bamenda
- École nationale supérieure des postes et télécommunications Yaoundé et de Buea
- École nationale supérieure des travaux publics de Yaoundé
- École nationale supérieure d'administration et de magistrature
- École militaire inter -armées
- École nationale de police
- École nationale supérieure polytechnique de Douala
- École nationale supérieure polytechnique de Maroua
- Institut National de la Jeunesse et des Sports de Yaoundé

## Cap-Vert
- Université du Cap-Vert
- Université Jean Piaget du Cap-Vert

## République centrafricaine
- Université de Bangui
- Collège préparatoire international
- Newtech Institut
- Université Walombe
- Haute école de gestion-comptabilité
- Institut moderne des métiers spécialisés
- Institut polytechnique universitaire privé
- Institut international de management
- Institut des sciences et de management
- Grand séminaire de Bimbo

## Comores
- Université des Comores

## République démocratique du Congo
- École supérieure de management de Kinshasa (ESMK) - membre de l'U.P.A
- Institut supérieur de commerce de la Gombe
- Université Chrétienne de Kinshasa (UCKIN)

• Institut supérieur d'informatique, programmation et analyse (ISIPA)
- Université catholique de Bukavu
- Université catholique du Congo
- Université catholique du Graben
- Université chrétienne Cardinal Malula
- Université panafricaine de Lubumbashi
- Université de Kananga
- Université de Kinshasa
- Université de Kisangani
- Université de Lubumbashi
- Université Nouveaux Horizons
- Université de Mbandaka
- Université de Mbuji-Mayi
- Université évangélique en Afrique
- Université facultaire de science de l'information au Congo (UFASIC)
- Université franco-américaine (UFA)
- Université Kongo
- Université libre de Kinshasa
- Université panafricaine du Congo
- Université pédagogique de Kinshasa
- Université protestante au Congo
- Université de louest du congo
- Université Simon-Kimbangu
- Université technologique Bel Campus
- Université William Booth
- Université d'Ikela
- Université Saint Augustin de Kinshasa (Usakin)

## République du Congo
- École supérieure de gestion et d’administration des entreprises (ESGAE) de Brazzaville
- École supérieure de commerce et de gestion (DGC Congo) - membre de l'Université professionnelle d'Afrique à Pointe-Noire et Brazzaville)
- École africaine de développement de Brazzaville
- École africaine de développement de Pointe-Noire
- École supérieure de technologie de Brazzaville
- École supérieure de technologie du littoral de Pointe-Noire
- Institut supérieur de technologie d'Afrique centrale
- Université libre du Congo de Brazzaville
- Université Marien-Ngouabi
- Université de Loango (UL) Pointe-Noire
- Institut Management de Brazzaville (IMB)
- Université internationale de Brazzaville (UIB)
- institut comptalia training (ICT)
- université catholique du Congo Brazzaville (UCCBZ) de Pointe-Noire ,Kouilou,Liambou

## Côte d'Ivoire
- Institution universitaire technologique eudiste d'Afrique (IUTEA)
- Université Charles Louis de Montesquieu (UCLM)
- Centre d'animation et de formation pédagogique de Yamoussoukro
- Centre universitaire professionnalisé d'Abidjan
- École nationale d'administration
- Institut national polytechnique Félix Houphouët-Boigny (INPHB) de Yamoussoukro
- Institut supérieur de technologie de Côte d'Ivoire (IST-CI)
- Institut universitaire d'Abidjan
- Université Alassane Ouattara (UAO)
- Université Jean Lorougnon Guédé de Daloa (UJLoG)
- Université catholique de l'Afrique de l'Ouest (UCAO)
- Université de l'Atlantique (UA)
- Université des sciences et technologies de Côte d'Ivoire (UST-CI)
- Université Félix Houphouët-Boigny
- Université internationale de Grand-Bassam (UIGB)
- Université Nangui Abrogoua
- Université Péléforo-Gon-Coulibaly
- Université virtuelle de Côte d'Ivoire (UVCI)
- Université des Lagunes
- Université de Bondoukou (UBKOU)
- Université polytechnique de San-Pédro (UPSP)
- Université de Man (U-Man)

## Djibouti
- Centre d'étude et de recherche de Djibouti
- Université de Djibouti

## Égypte
- Académie arabe des sciences, technologies et transport maritime
- Laboratoire central pour les systèmes d'expertises agricoles
- Université Ain-Shams (Le Caire)
- Université d'Alexandrie
- Université al-Azhar (Le Caire)
- Université Al-Fayyum Al Fayyum (fondée en 2005)
- Université Al-Minya Al Minya
- Université d'Assiout Assiout
- Université de Beni Suef Beni Suef (fondée en 2005)
- Université de Banha Banha (fondée en 2005)
- Université du Caire (Giza)
- Université allemande du Caire (GUC)
- Université américaine du Caire
- Université britannique en Égypte
- Université française d'Égypte
- Université de Helwan Helwan
- Université de Mansoura de chimie, El-Mansoura
- Université de Minufiya Minufiya
- Université internationale Misr (en)
- Université des sciences modernes et des arts (Modern Sciences & Arts University)
- Université Senghor d'Alexandrie
- Université du canal de Suez
- Université de Tanta
- Université de la Vallée du sud
- Université de Zagazig

## Érythrée
- Institut de technologie d'Érythrée
- Université d'Asmara
- Hamelmalo College of Agriculture, Hamelmalo District
- College of Arts and Social Sciences à Adi Keyih
- College of Business and Economics à Halhale
- College of Marine Sciences and Technology à Massawa
- Asmara College Health Science Asmara
- Orota School of Medicine Asmara
- Eritrea Institute of Technology - Includes College of Science and College of Engineering à May-Nefhi

## Eswatini
- Université du Swaziland

## Éthiopie
- Université d'Addis-Abeba
- Université de Baher Dar
- Université Haramaya (en)
- Université de Hawassa (en)
- Université de Mekele
- Université de Jimma

## Gabon
- École des métiers de l'environnement, de la forêt et de l'agriculture (EMEFA -UCL)
- Haute école diplomatique internationale (HEDI - UCL)78
- Institut africain d'informatique
- Institut central de technologie (ICT - UCL)
- Institut des cadres de la santé et de paramédical (ICSP-UCL)
- Institut supérieur de technologie de Libreville (IST)
- Institut supérieur d’ingénierie (ISI)
- Institut supérieur professionnel d'administration et de management (ISPAM - UCL)
- Institut supérieur Skills (ISS)
- Institut universitaire des sciences de l'organisation (IUSO)
- Université africaine des sciences (UAS)
- Université continentale de Libreville (UCL)
- Université des sciences de la santé de Libreville
- Université franco-gabonaise Saint-Exupéry(UFGSE)
- Université des sciences et techniques de Masuku (USTM)
- Université Omar-Bongo (UOB)
- Université polytechnique de Kougouleu (UPK)
- Institut national des sciences de gestion (INSG)
- École de science de gestion et d’informatique
- École supérieure de gestion et d’informatique (ESGIS)
- Institut des Hautes Etudes de Management (IHEM)
- BGFI Business School (BBS)
- Institut Supérieur des Sciences Économiques et Commerciales- de l'information et de la Communication (ISSEC-IC)
- Ecole de Management du Gabon (EM-Gabon)

## Gambie
- Université de la Gambie

## Ghana
- Université Ashesi
- Central University College
- Université des sciences et technologies Kwame Nkrumah
- Université des études de développement
- Université de Cape Coast
- Université du Ghana
- Université des mines et technologies
- Valley View University

## Guinée
- Universite Roi Mohammed VI de Conakry
- Universite Barack Obama
- Centre universitaire de Labé
- Centre universitaire de Kindia
- Institut supérieur agronomique et vétérinaire Valéry Giscard d'Estaing de Faranah
- Institut supérieur de technologie de Mamou
- Sherbrooke Academy, campus de Conakry
- Université de développement communautaire (UDECOM)
- Université ESG de Fria
- Université Gamal Abdel Nasser de Conakry
- Université Général Lansana Conté de Sonfonia-Conakry
- Université Julius Nyerere de Kankan
- Université Kofi-Annan de Guinée
- Université la source
- Université libre de Guinée
- Université Mahtma Ghandi
- Université M'Bemba Touré de Kankan
- Université Mercure international
- Université Nongo Conakry
- Université géo-mine boké
- Université libre de Guinée
- Institut universitaire des hautes études de Guinée

## Guinée-Bissau
- École normale supérieure Tchico Te
- Université Colinas à Boé
- Université lusophone de Guinée

## Guinée équatoriale
- Université nationale de Guinée équatoriale

## Îles Canaries
- Université de La Laguna

## Kenya
- Université adventiste d'Afrique
- African Virtual University
- Catholic University of Eastern Africa
- Daystar University
- Egerton University
- Jomo Kenyatta University of Agriculture & Technology
- Université Kabarak
- Université Kenyatta
- Université de Maseno
- Masinde Muliro University of Science and Technology
- Université Moi
- Université d'Afrique de l'Est, Baraton
- Université de Nairobi
- Strathmore University
- United States International University in Africa (USIU-A)

## Lesotho
- Université nationale du Lesotho

## Liberia
- African Methodist Episcopal University
- Université Cuttington
- Stella Maris Polytechnic
- Université Tubman
- United Methodist University
- Université du Liberia

## Madagascar
- Université d'Antananarivo
- Université d'Antsiranana (ancien nom de l'Université Nord Madagascar)
- Université de Fianarantsoa
- Université de Mahajanga
- Université Nord Madagascar
- Université de Toamasina
- Université de Toliara
- École supérieure des technologies de l'information
- Institut supérieur de la communication, des affaires et du management
- Institut national des sciences comptables et de l'administration d'entreprises
- Université catholique de Madagascar
- Saint Michael Higher Technical Institute, Amparibe
- Université E-media Madagascar (Université des médias, de l'audiovisuel et de la technologie)
- Evolutive University Madagascar ( Agronomie, Agriculture, Elevage, Tourisme, Environnement)

## Malawi
- Université du Malawi
- Université de Mzuzu

## Mali
- École nationale supérieure de Bamako (ENSUP)
- École nationale d'ingénieurs Abderhamane Baba Touré de Bamako
- Institut polytechnique rural de formation et de recherche appliquée de Katibougou
- Université de Bamako (dissoute en 2011)
- Université de Ségou
- Université des lettres et des sciences humaines de Bamako (ULSHB)
- Université des sciences juridiques et politiques de Bamako (USJPB)
- Université des sciences sociales et de gestion de Bamako (USGB)
- Université des sciences, des techniques et des technologies de Bamako (USTTB)
- Université Mandé Bukari
- École universitaire de technologie et de gestion (EUTG)

## Maroc
- Université Mohammed V - Agdal à Rabat
- Université Mohammed V - Souissi à Rabat
- Université Hassan II - Ain Chok à Casablanca
- Université Hassan II - Mohammedia à Mohammedia
- Université Sidi Mohamed Ben Abdellah à Fez
- Université Mohammed Ier à Oujda
- Université Moulay-Ismaïl à Meknès
- Université Cadi Ayyad à Marrakech
- Université Ibn Zohr à Agadir
- Université Chouaib Doukkali à El Jadida
- Université Hassan-Ier à Settat
- Université Ibn-Tofail à Kenitra
- Université Abdelmalek Essaadi à Tétouan - Tanger
- Université Al Akhawayn à Ifrane
- Université Al Quaraouiyine à Fez

## Maurice
- Institut de recherches de l'industrie sucrière de Maurice
- Institut de santé de Maurice
- Institut mauricien de pédagogie
- Université de Maurice
- Université de technologie de Maurice

## Mauritanie
- École normale supérieure de Nouakchott
- Université de Nouakchott
- Institut supérieur d'enseignement technologique de Rosso

## Mozambique
- One World University
- Université catholique du Mozambique
- Université Eduardo Mondlane
- Université Lúrio
- Universidade Pedagógica

## Namibie
- International University of Management
- École polytechnique de Namibie
- Université de Namibie
- Windhoek College of Education

## Niger
- École africaine de la météorologie et l'aviation civile
- École des mines, de l'industrie et de la géologie
- Université Abdou Moumouni
- Université islamique de Say
- Université de Maradi
- Université de Tahoua
- Université de Zinder
- Université de Dosso
- Université de Tillaberi
- Université d'Agadez
- Université de Diffa

## Nigeria
- Université Abubakar Tafawa Balewa (en) à Bauchi
- Université d'agriculture d'Abeokuta
- Université Ahmadu Bello à Zaria
- Université Babcock
- Université de Calabar
- Université d'État de Benue
- Université d'État de Rivers des sciences et de la technologie (en)
- Université d'Ibadan
- Université de Jos
- Université de Lagos
- Université du Nigeria à Nsukka
- Université Obafemi-Awolowo
- Université Olabisi Onabanjo, Université d'État d'Ogun
- Université de Port Harcourt
- Université de technologie Modibbo Adama (en) à Yola

## Ouganda
- Université Bugema
- Université de Busitema
- Université chrétienne d'Ouganda
- Université islamique d'Ouganda
- Université de Kyambogo
- Université Makerere
- Université des sciences et technologies de Mbarara
- Université des martyrs de l'Ouganda (en)
- Mountains of the Moon University (Fort Portal)

## Rwanda
- Institut de recherche scientifique et technologique de Butare
- Université libre de Kigali
- Université nationale du Rwanda

## Sénégal
- Université Euro Afrique de Dakar
- École polytechnique de Thiès (EPT)
- Université Cheikh Anta Diop de Dakar
- Université Gaston Berger de Saint-Louis
- Université Dakar Bourguiba
- Université de Ziguinchor (UDZ)
- Université de Thiès (UT)
- Université de Bambey (UB-CUR)
- Université Amadou Hampaté Bâ (UAHB) à Dakar
- Université du Sahel (UNIS) à Dakar
- Université virtuelle du Sénégal (UVS)
- Université catholique de l'Afrique de l'Ouest (UCAO)
- École inter-États des sciences et médecine vétérinaires de Dakar (EISMV)
- Euromed Université

## Seychelles
- Université des Seychelles

## Sierra Leone
- Bonthe Polytechnic Institute
- Eastern Polytechnic
- University of Sierra Leone (Fourah Bay College, College of Medicine and Allied Health Sciences, Institute of Public Administration and Management)
- Milton Margai College of Education & Technology
- Njala University College

## Somalie
- Université d'Amoud (en)
- Université de Burao
- Université de Kismaayo
- Université de Mogadiscio
- Université de Somalie
- Université du Benadir
- Université du Nugaal
- Université du Sud de la Somalie
- Université nationale somalienne

## Soudan
- Académie des sciences médicales
- Université des sciences médicales et de technologie (en)
- Centre de recherche sur le mycétome
- Khartoum College Of Medical Sciences
- Sudan Bayan College Science and Technology
- The College of Engineering Sciences at Sudan University
- The College of Languages at Sudan University of Science and Technology
- Université Ahali d'Omdourman
- Université d'Al Jazirah
- Université de Khartoum
- Université de sciences et technologie du Soudan
- Université du Kordofan
- Université islamique d'Omdourman
- Université pour femmes Ahfad
- Université internationale d'Afrique

## Soudan du Sud
- Université catholique du Soudan
- Université de Djouba

## Tanzanie
- Université d'agriculture Sokoine
- Université d'Arusha
- Université de Dar es Salaam
- Université de Dodoma
- Université d'État de Zanzibar
- Université internationale médicale et technologique (en)
- Université libre de Tanzanie
- Université Mzumbe
- Université Tumaini (en)
- Université de Zanzibar

## Tchad
- École supérieure des sciences exactes et appliquées de Bongor
- Institut universitaire des sciences agronomiques et de l'environnement de Sarh
- Institut universitaire des sciences et techniques d'Abéché
- Institut universitaire polytechnique de Mongo
- Université Adam Barka d'Abéché
- Université de Doba
- Université de Moundou
- Université de N'Djamena
- Université de Sarh
- Université des sciences et de technologie d'Ati
- Universite Roı Fayçal a N'Djamena
- Universite Emi Kossi a N'Djamena
- Universitaire HEC-TCHAD
- Institut Sup'Management Tchad

## Togo
- Institut africain d'administration et d'études commerciales
- Institut supérieur de philosophie et des sciences humaines Don Bosco
- Université de Lomé
- Université de Kara
- Université des sciences et technologies du Togo
- Université bilingue libre du Togo (UBLT)
- Institut Supérieur Agata Carelli (ISAC)

## Tunisie
Ici sont uniquement référencées les universités publiques tunisiennes. Pour la liste complète, consulter la liste des universités en Tunisie.
- Université de Carthage
- Université de Gabès
- Université de Gafsa
- Université de Jendouba
- Université de Kairouan
- Université de la Manouba
- Université de Monastir
- Université de Sfax
- Université de Sousse
- Université de Tunis
- Université de Tunis - El Manar
- Université Zitouna

## Zambie
- Université catholique de Zambie (en)
- Université du Copperbelt
- Université Copperstone
- Université Mulungushi
- Université Nkrumah
- Université ouverte de Zambie (en)
- Université Rusangu
- Université de Lusaka
- Université de Zambie

## Zimbabwe
- Institut de technologie d'Harare
- Université d'Afrique
- Université catholique du Zimbabwe
- Université de l'enseignement des sciences de Bindura (en)
- Université d'État de Gwanda
- Université d'État de Lupane (en)
- Université d'État des Midlands (en)
- Université des femmes en Afrique (en)
- Université du Grand Zimbabwe (en)
- Université nationale des sciences et technologies
- Université de Solusi
- Université de technologie de Chinhoyi (en)
- Université du Zimbabwe
- Université ouverte du Zimbabwe (en)